# Мянтюля, Теро
Те́ро Ю́хани Мя́нтюля (фин. Tero Juhani Mäntylä; род. 18 апреля 1991, Сейняйоки, Финляндия) — финский футболист, центральный защитник клуба «СИК». Выступал в сборной Финляндии.

## Карьера
Воспитанник клуба из его родного города, «ТП-Сейняйоки», в феврале 2008 года Мянтюля перешёл в английский «Портсмут» в возрасте 16-ти лет, подписав трёхлетний контракт.
Однако, во время его пребывания в Англии, он ни разу не получил возможность развить свои навыки и смог сыграть только в двух матчах резервной лиги. В августе 2010 года, по истечении срока соглашения с «Портсмутом», он подписал контракт с «Интером» из Турку. По окончании сезона 2011 года его контракт с клубом истёк, и он перешёл в «Лудогорец», с которым подписал контракт сроком на 2,5 года.
21 мая 2014 года Мянтюля дебютировал в национальной сборной в матче против Чехии, прошедшем в Хельсинки и завершившемся вничью 2:2.

## Статистика
| Клуб          | Сезон   | Лига | Лига  | Кубок | Кубок | Европа | Европа | Всего | Всего |
| Клуб          | Сезон   | Игр  | Голов | Игр   | Голов | Игр    | Голов  | Игр   | Голов |
| ------------- | ------- | ---- | ----- | ----- | ----- | ------ | ------ | ----- | ----- |
| Интер (Турку) | 2010    | 9    | 0     | 0     | 0     | 0      | 0      | 9     | 0     |
| Интер (Турку) | 2011    | 24   | 0     | 7     | 0     | —      | —      | 31    | 0     |
| Интер (Турку) | Всего   | 33   | 0     | 7     | 0     | 0      | 0      | 40    | 0     |
| Лудогорец     | 2011/12 | 3    | 0     | 1     | 0     | —      | —      | 4     | 0     |
| Лудогорец     | 2012/13 | 5    | 0     | 1     | 0     | 0      | 0      | 6     | 0     |
| Лудогорец     | 2013/14 | 17   | 0     | 1     | 0     | 8      | 1      | 26    | 1     |
| Лудогорец     | 2014/15 | 2    | 0     | 1     | 0     | 1      | 0      | 4     | 0     |
| Лудогорец     | Всего   | 27   | 0     | 4     | 0     | 9      | 1      | 40    | 1     |

## Достижения
«Лудогорец»
- Чемпион Болгарии (3): 2011/12, 2012/13, 2013/14
- Обладатель Кубка Болгарии (2): 2011/12, 2013/14
- Обладатель Суперкубка Болгарии (2): 2012, 2014